# Armblütiges Knabenkraut
Das Armblütige Knabenkraut (Orchis pauciflora), auch Wenigblütiges Knabenkraut genannt, ist eine Pflanzenart aus der Gattung Knabenkräuter Orchis in der Familie der Orchideen (Orchidaceae).

## Beschreibung

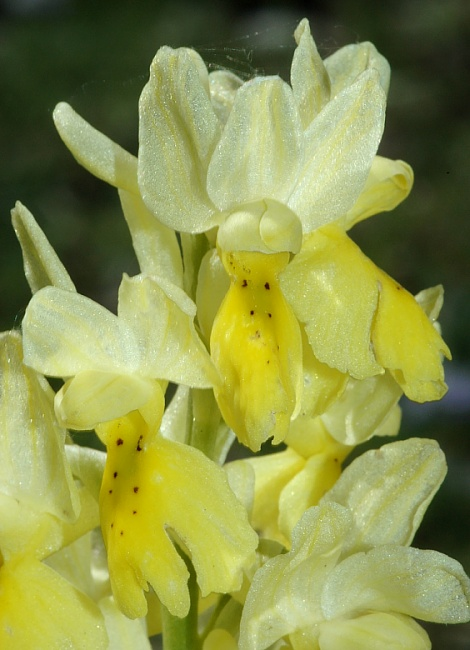
Blütenstand

Das Armblütige Knabenkraut ist ein Knollengeophyt, der 10–25 Zentimeter hoch wird. Die Stängel tragen 4–10 Laubblätter, von denen 3–7 am Grunde rosettig gehäuft sind.  Die grundständigen Blätter sind länglich eiförmig, 4–13 Zentimeter lang und 8–18 Millimeter breit und ungefleckt, dunkelgrün und glänzend. Das oberste Stängelblatt ist langscheidig, 2,5–6 Zentimeter lang und erreicht die untersten Blüten nicht. Der Blütenstand ist armblütig, zylindrisch, 3–7 Zentimeter lang und locker 2–12-blütig. Die Tragblätter sind lanzettlich, hellgrün, etwa so lang wie der Fruchtknoten und diesem anliegend. Die seitlichen Blütenhüllblätter sind 10–15 Millimeter lang und 6–10 Millimeter breit, hellgelb, schief eiförmig, kaum zugespitzt und stehen fast senkrecht. Die Petalen sind helmförmig, 7–10 Millimeter lang und 3,4–6 Millimeter breit. Die Lippe ist im Umriss rundlich, dreigeteilt, an den Rändern gezähnt, entlang der Mittellinie stark rückwärts gebogen, dottergelb, im Zentrum mit zahlreichen kleinen braunroten Punkten. Die Seitenlappen der Lippe sind halbelliptisch, der Mittellappen ist 6–10 Millimeter breit und schwach geteilt. Der Sporn ist 14–20 Millimeter lang, 2–3,5 Millimeter breit, lang zylindrisch, bogig aufsteigend und etwa eineinhalb mal so lang wie der Fruchtknoten.

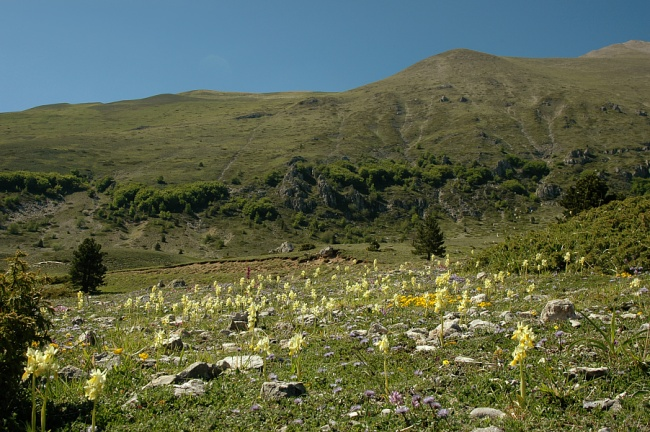
Armblütiges Knabenkraut im Habitat in Umbrien

Die Blütezeit ist März bis Mai.
Die Chromosomenzahl ist 2n = 42.

## Verbreitung
Das Armblütige Knabenkraut kommt vom nördlichen Korsika bis Kreta vor. Sein Verbreitungsgebiet umfasst die Länder Frankreich, Korsika, Italien, Sizilien, das frühere Jugoslawien, Albanien, Griechenland, Kreta, Bulgarien und die Ukraine. Es gedeiht auf kalkhaltigen Böden auf Felsbändern, in der Garigue, an Abbruchkanten und auf Magerrasen in Höhenlagen zwischen 0 und 1800 Metern Meereshöhe.

## Taxonomie
Das Armblütige Knabenkraut wurde 1812 von Michele Tenore in Flora napolitana Prodromus 1 : LII (1812) erstbeschrieben. Synonyme von Orchis pauciflora Ten. sind Orchis provincialis subsp. pauciflora (Ten.) Lindl. und Androrchis pauciflora (Ten.) D.Tyteca & E.Klein.